# George Landenberger
 (juillet 2019).
Si vous disposez d'ouvrages ou d'articles de référence ou si vous connaissez des sites web de qualité traitant du thème abordé ici, merci de compléter l'article en donnant les références utiles à sa vérifiabilité et en les liant à la section « Notes et références ».
George Landenberger, né le 12 mai 1879 à Philadelphie en Pennsylvanie et mort le 15 janvier 1936 dans la même ville, est un homme politique américain. Il est gouverneur des Samoa américaines de 1932 à 1934.